# Бырдоква
Бырдоква (болг. Бърдоква) — село в Болгарии. Находится в Разградской области, входит в общину Исперих. Население составляет 332 человека.

## Политическая ситуация
В местном кметстве Бырдоква, в состав которого входит Бырдоква, должность кмета (старосты) исполняет Ведат Шефкет Алиосман (Движение за права и свободы (ДПС)) по результатам выборов.
Кмет (мэр) общины Исперих — Адил Ахмед Решидов (Движение за права и свободы (ДПС)) по результатам выборов.